# Mode

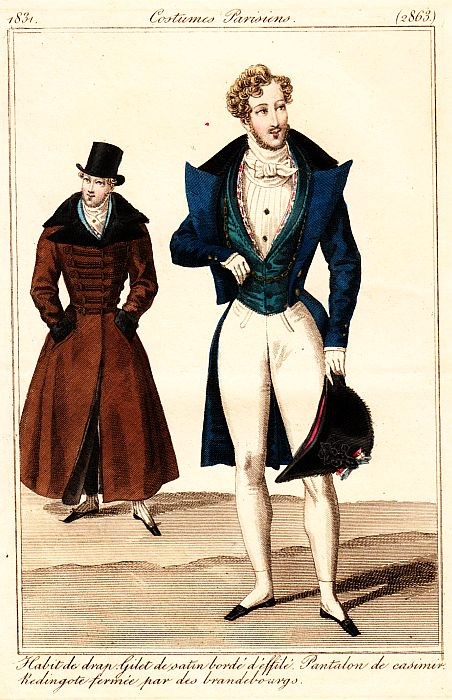
Dandy's in de nieuwste herenmode anno 1831, de Poolse Frock met touwsluiting

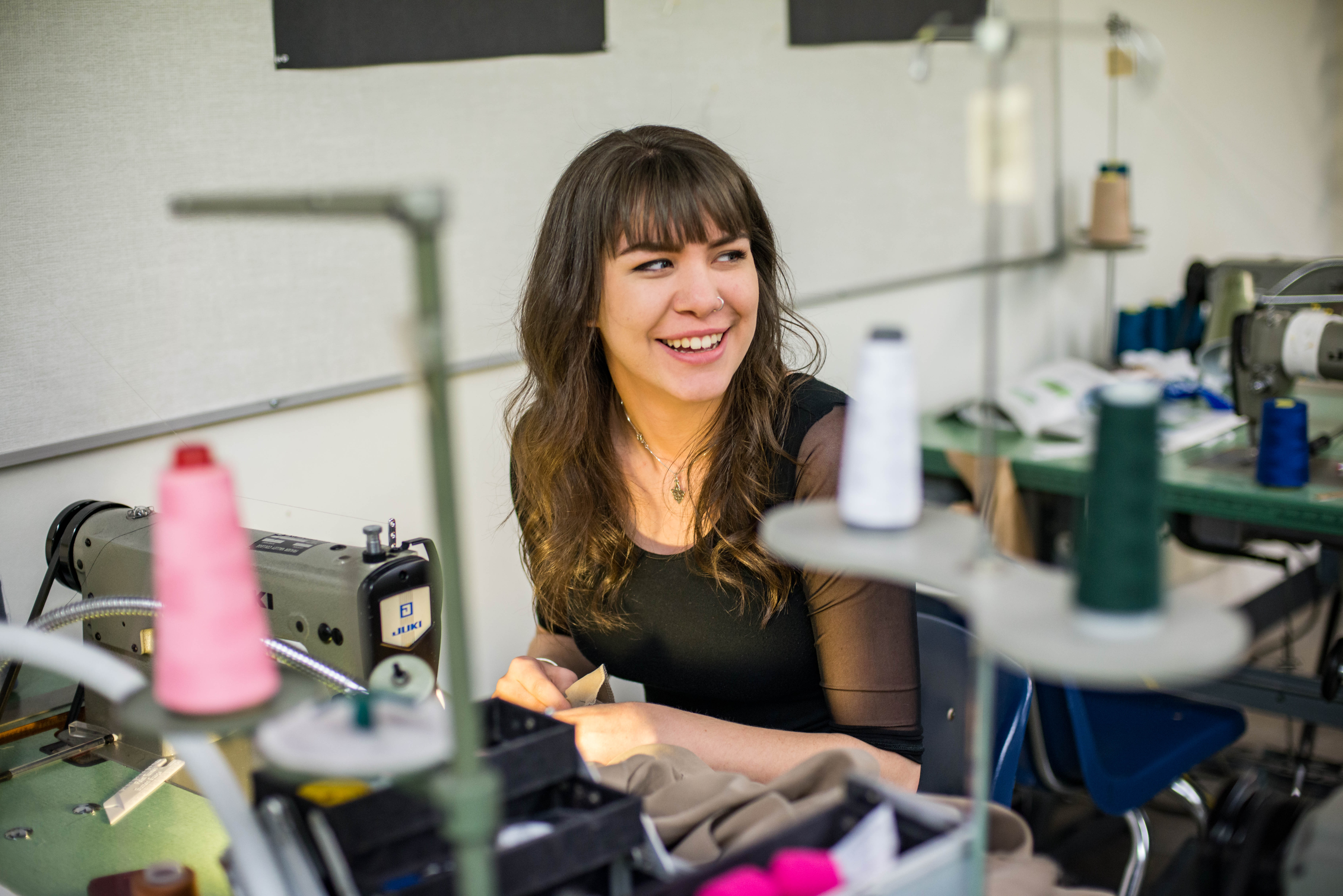
Student modeontwerp

Het woord mode (Latijn: modus = maat of manier) is in het Nederlands overgenomen uit het Frans en betekent letterlijk manier of wijze. Het begrip kan betrekking hebben op kleding of een kledingstijl, maar wordt veel breder in andere contexten gebruikt om aan te geven dat iets in een bepaalde periode in een bepaalde samenleving of onder een bepaalde groep mensen populair is of door velen aantrekkelijk gevonden wordt. Is een verschijnsel "in de mode", dan heeft dat vaak grote invloed op het gedrag en de denkwijze van mensen.

## Mode in de kledingwereld
Specifieke kleding of een kledingstijl wordt "mode" genoemd. Ook heeft het woord een meer avant-gardistische betekenis. Kledingmode werd vroeger "voorgeschreven" door de modehuizen, maar ontstaat in de huidige tijd vaak op straat, waarna de trend wordt opgepikt door stijlbureaus en modebedrijven. Vaak is het op het moment zelf niet helemaal duidelijk hoe het modebeeld is. Pas achteraf wordt iets herkend als de mode van bijvoorbeeld de jaren vijftig (petticoat, vetkuif).
De modeshows in het prêt-à-porterseizoen bepalen het modebeeld van het komende jaar, althans, wat in de winkels gaat hangen. Of het een echte trend wordt, ligt aan de mensen die de kleding kopen en de manier waarop media er over schrijven. Meestal duurt het een tijd voor iets een trend wordt, en in de mode komt, omdat mensen gewoonweg niet zo snel overstappen op een andere wijze van kleden.
Belangrijke modecentra zijn onder andere Parijs, Milaan, Londen en New York, waar de belangrijkste ontwerpers hun creaties op de catwalk laten zien. De erkende haute couture shows vinden vrijwel alleen in Parijs plaats.

### Verklaring voor het verschijnsel mode
Mode bestond al in verschillende culturen in de Oudheid. In de middeleeuwen had de adel prachtige kleding, terwijl het gewone volk in lompen gehuld was. De stand waartoe iemand behoorde bepaalde de wijze van kleden. Bijgevolg kon iemands sociale klasse en positie in de maatschappij worden afgelezen aan de kleding. Deze code verviel na de Franse Revolutie. Door het wegvallen van een dwingende norm ontstond pas echt zoiets als mode in de vorm van een richtsnoer, een na te streven model. Ook het ontstaan van merkkleding is aldus te verklaren.
In sommige omgevingen gelden formele of informele kledingvoorschriften, zodat de mensen die zich hier bewegen aan hun kledingstijl herkenbaar zijn als behorend tot een groep. De voorschriften kunnen formeel zijn, zoals de regels van een staat bij militaire legereenheden of de politie, daar wordt de kledingstijl aangeduid met uniform. Er kunnen voorschriften zijn voor kleding bij de uitoefening van een beroep. Er kunnen voorschriften of gebruiken zijn in groepen binnen een samenleving, zoals de punk cultuur of kraakbeweging; bij de quakers, bij orthodoxe joden, geestelijken en hun bedienden in de Katholieke kerk, of in de islamitische cultuur.

### Kledingvoorschriften van de Staten Generaal (1670): Plakkaat op de drachten
Uit de 17e eeuw is een verordening bekend van de Heren Staten van Holland en West-Friesland, waarbij het dragen van "overdadige pracht" wordt verboden, ongeacht de stand waartoe iemand behoort. Dat paste en hoorde niet bij de Hollandse manier van doen, aldus de Heren, ze volgden het voorbeeld van andere provinciën te verbieden dat er kleding van gouden en zilveren stoffen werd gedragen of enige versiering uit goud of zilver, mannen mochten bovendien geen versieringen van kant dragen.

## Mode als sociaal verschijnsel
"In de mode zijn" betekent dat een verschijnsel op een bepaald moment aantrekkelijk wordt gevonden. Mode komt niet alleen bij kleding voor. Ook de manier waarop bijvoorbeeld huizen worden gebouwd en ingericht is onderhevig aan mode. In de architectuur wordt dit een stijl genoemd. Er moet vaak in een stijl worden gebouwd die op dat moment bij de opdrachtgever geliefd is, dus mode is. Ook de aankleding van een woning zoals de keuze van gordijnen, vloeren, behangpapier tot aan de badkameraccessoires toe zijn aan modetrends onderhevig.

## Galerij

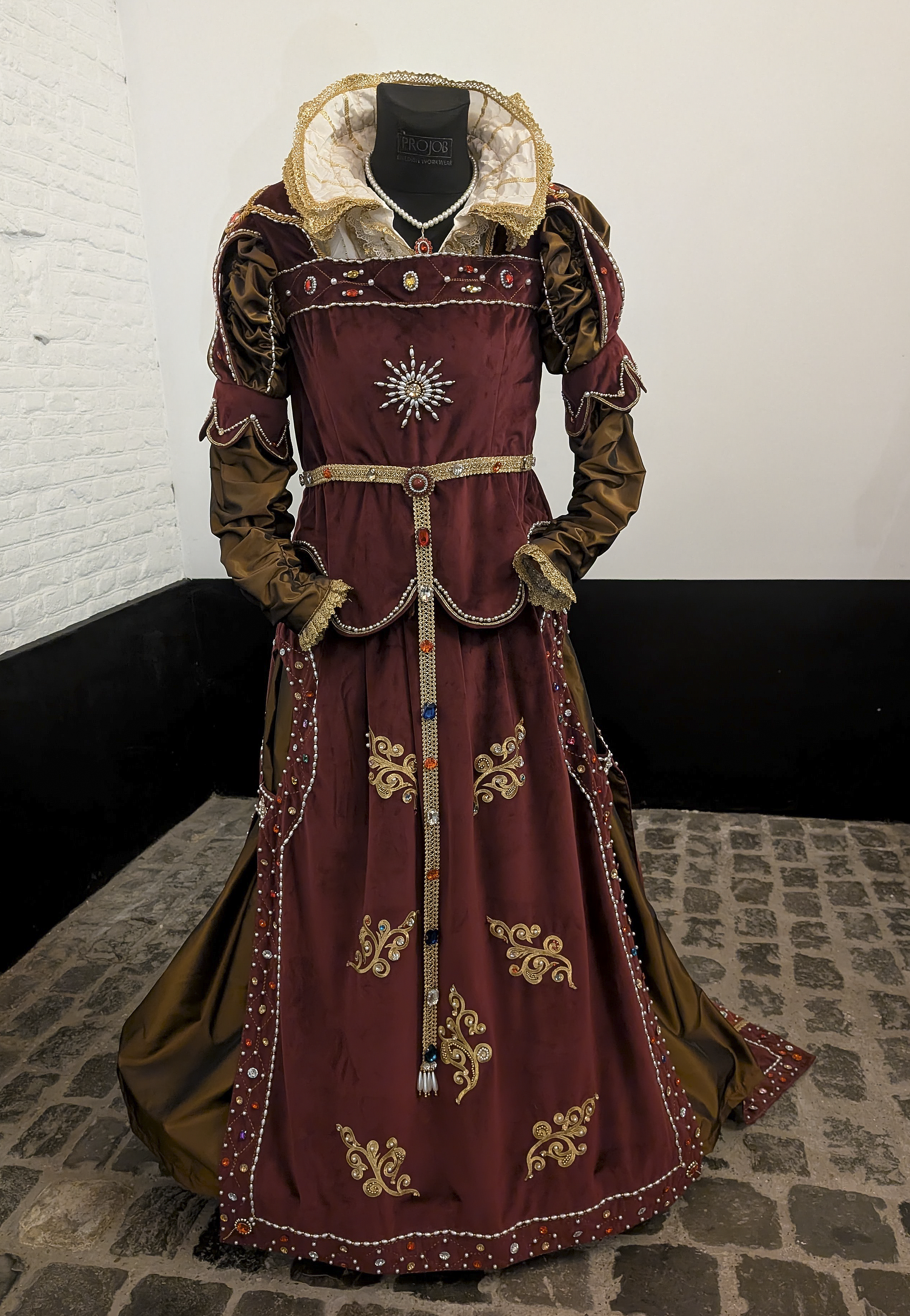
Mode in de 16e eeuw
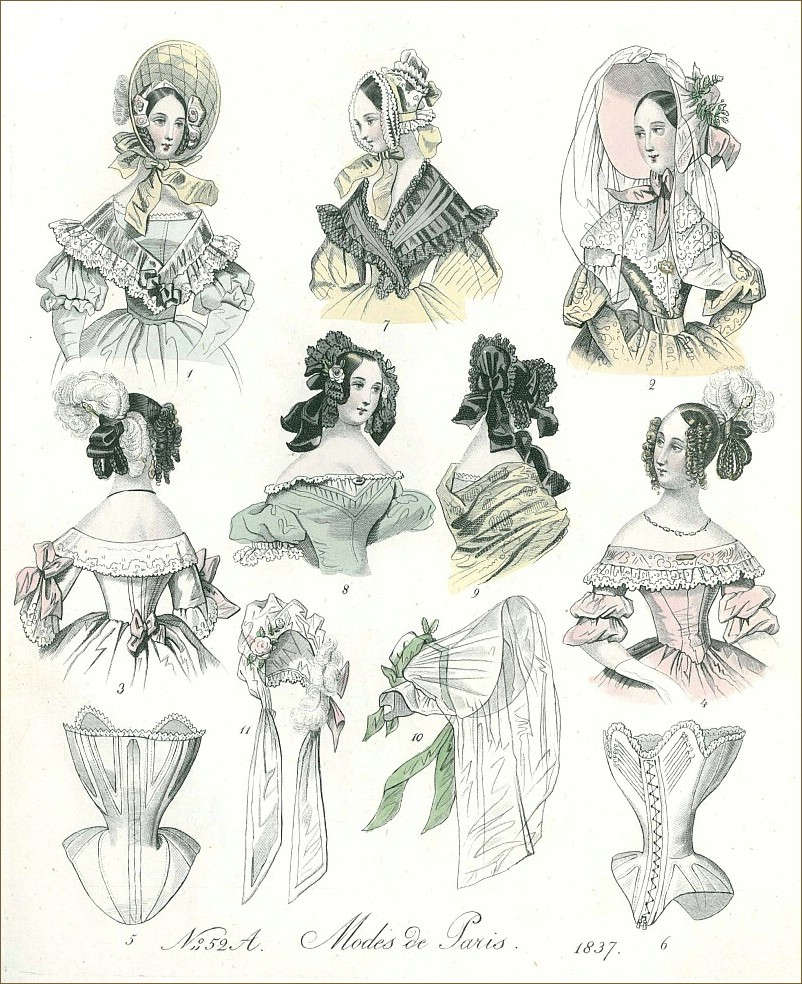
Parijse Mode in Pools tijdschrift 1837
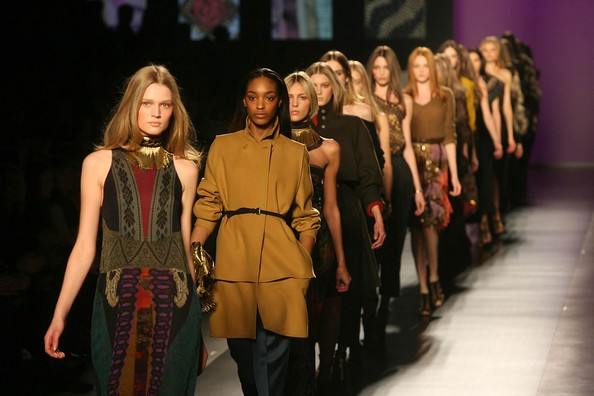
Modeshow (anno 1958) van katoenen kleding te Amsterdam, georganiseerd door de Nederlandse katoenindustrie
- Modeshow op de catwalk
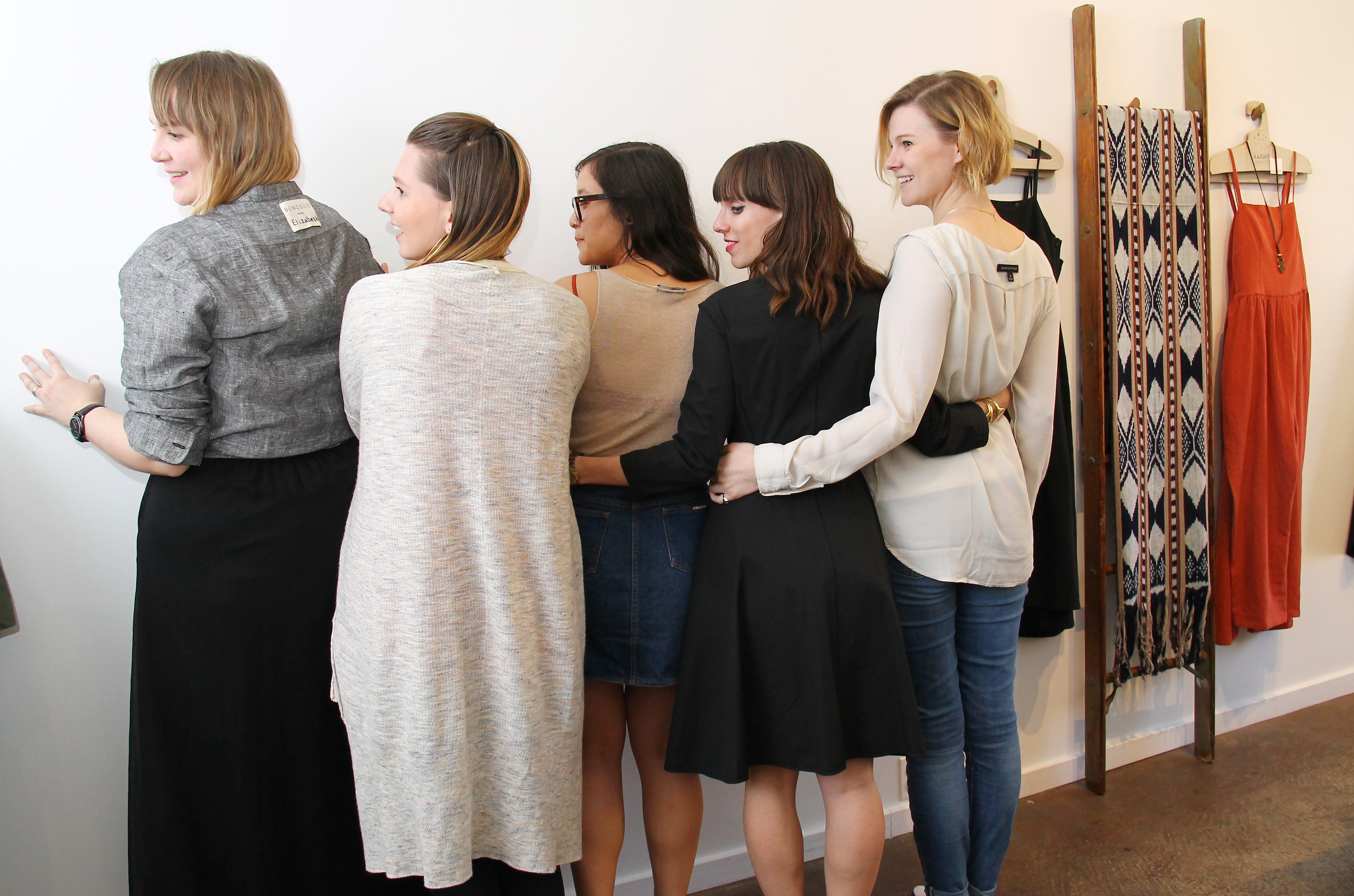
Vrouwen dragen kleding met label aan de buitenkant als protest tegen "fast fashion"